# Earthworm Jim 3D
Earthworm Jim 3D è il terzo videogioco della serie di Earthworm Jim ed il primo a non essere sviluppato dalla Shiny Entertainment, dal momento che i diritti furono venduti alla Interplay Entertainment, che a sua volta cedette il franchise alla VIS Entertainment. Il gioco vide un ciclo di sviluppo lungo, difficoltoso e spesso rinviato finché non fu distribuito per Nintendo 64 nel 1999 e per Microsoft Windows nel 2000.

## Trama
Earthworm Jim è colpito da una mucca volante che lo manda in coma; si risveglia all'interno del suo subconscio e scopre di essere impazzito. Anche i suoi nemici del passato entrano nel suo subconscio e se non trova al più presto una soluzione rischia di rimanere in coma per l'eternità; per ripristinare la propria sanità mentale dovrà trovare le "mammelle dorate della lucidità".

## Modalità di gioco
Gran parte del gameplay è sostanzialmente ispirato agli altri platform dell'epoca, come ad esempio Super Mario 64, Banjo-Kazooie e Donkey Kong 64.

## Sviluppo
Subito dopo l'uscita di Earthworm Jim 2, l'azienda sviluppatrice originaria, la Shiny Entertainment fu acquistata da Interplay Entertainment, che si concentrò su altri progetti; lo sviluppo del sequel fu perciò affidato alla VIS Entertainment e si optò, così come stava avvenendo per altre serie all'epoca, come Mario e Sonic, per la transizione dalla grafica 2D a quella 3D. La realizzazione del gioco ebbe quindi inizio nel 1996 e terminò solo dopo tre anni, paventando, nell'arco di questo lungo periodo, il timore che si trattasse di un vaporware.
David Perry, il designer che creò l'aspetto dei personaggi nel primo episodio della serie, aveva venduto i diritti sugli stessi all'epoca e, quando dovettero essere ridisegnati per l'adattamento dalla grafica 2D a scorrimento orizzontale a quella 3D, di tipo free roaming, questi fu assunto insieme al creatore della serie Doug TenNapel, come collaboratore esterno; tuttavia, furono in seguito licenziati senza una precisa motivazione.
Entrambi dichiararono di detestare ciò che era stato fatto con Earthworm Jim 3D, ma che da un punto di vista legale non potevano fare nulla per impedirne l'uscita. TenNapel sostenne che l'intera serie fu rovinata da questo episodio.

## Accoglienza
Il gioco non fu un successo, né di critica né di pubblico. Molte recensioni lo definirono poco ispirato, mediocre ed incapace di competere con i giochi contemporanei dello stesso genere. Molte lamentele riguardavano la telecamera di gioco, al punto che la recensione di Gamespot della versione per Nintendo 64 asseriva che la telecamera stesse intraprendendo "una missione kamikaze per distruggere il gioco". IGN fu più indulgente, assegnando al gioco un punteggio di 7,3, elogiando il suono, la grafica e la presentazione, ma sempre criticando la telecamera e la longevità.